# Buchanania lanceolata
Buchanania lanceolata är en sumakväxtart som beskrevs av Robert Wight. Buchanania lanceolata ingår i släktet Buchanania och familjen sumakväxter. Inga underarter finns listade i Catalogue of Life.